# Toofan
Toofan est un groupe musical fondé en 2005 au Togo composé de Masta Just et Barabas. Le groupe est  propulsé par leur hymne de la coupe du monde aux éperviers du Togo en 2006.

## Biographie

### Historique
Ce sont des amis d’enfance ayant grandi ensemble: Mastajust (Fatowou Kossivi Sourou) ambianceur du groupe et Barabas dit «Le Magicien» (Blaise Mensah Ayaho) toaster, et Keytar Adams rappeur du groupe.

Étant trois au début de leur carrière, ils forment aujourd'hui un duo composé de Mastajust et Barabas, AllOne ayant émigré en Europe où il continue sa carrière musicale. Ils sont les auteurs du concept «ogbragada» qui est un mélange musical de hip-hop et de rythmique africaine en général et togolaise en particulier,.

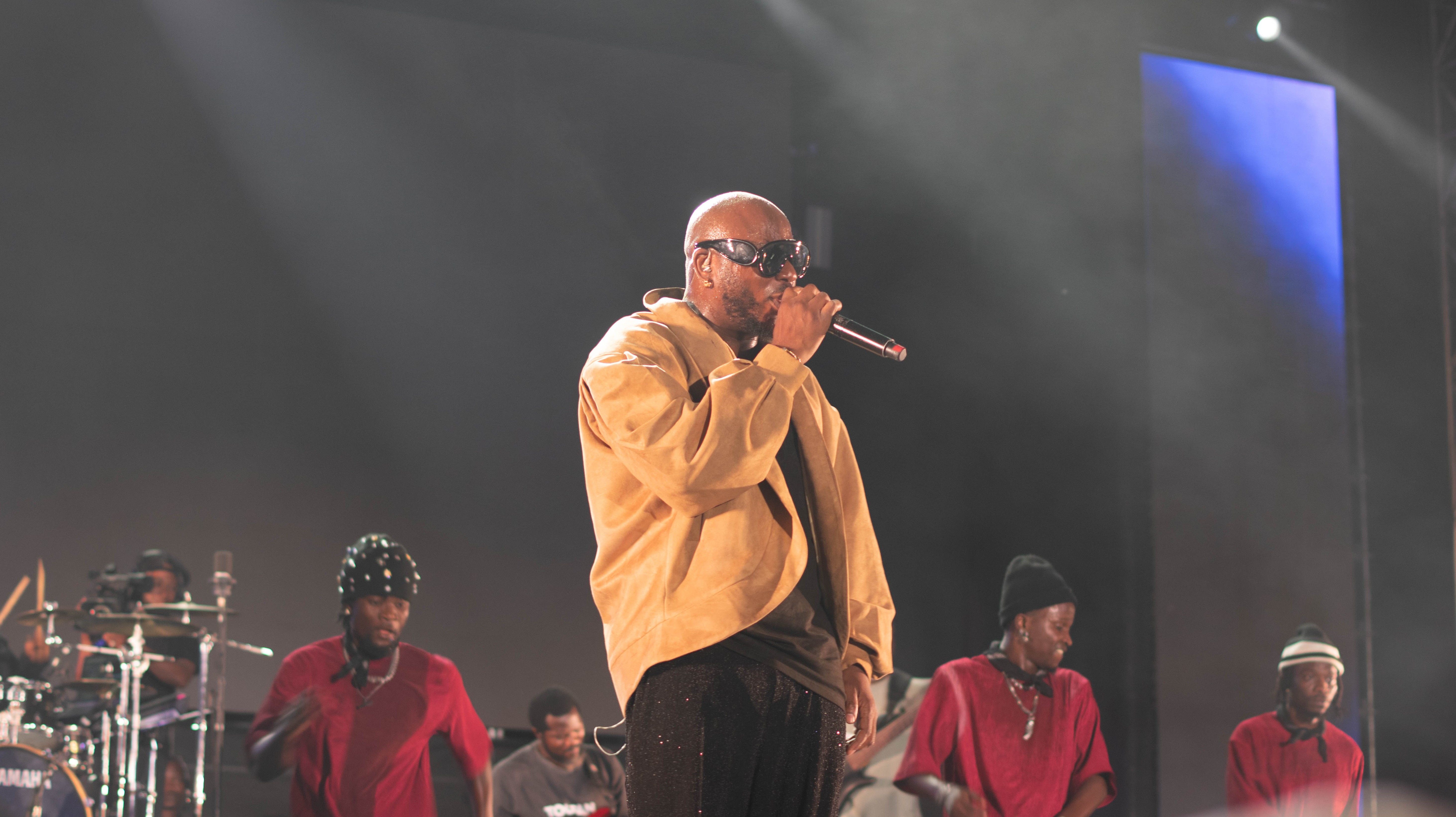
Mastajust du groupe musical Toofan

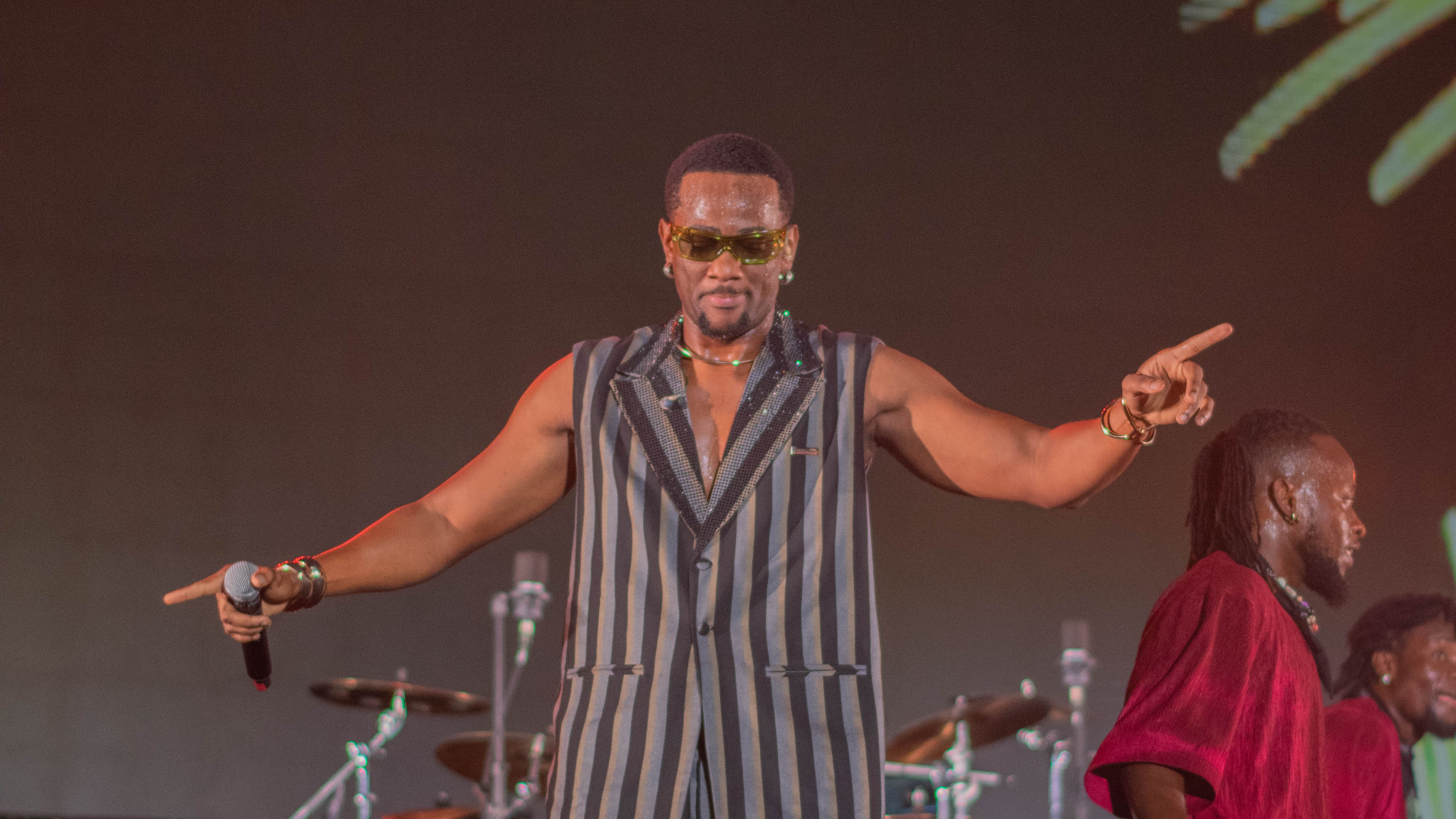
Barabas du groupe musical Toofan

### Croissance et concepts
En 2006, à l'occasion de la participation du Togo à la coupe du monde, le trio compose un hymne à l'équipe nationale, les Éperviers du Togo titrée Eperviers Ogbragada.
La même année (2006), après le départ du troisième membre AllOne, le duo Mastajust et Barabas lance un nouveau concept: le «cool-catché». L'instrumental et la chorégraphie étaient nouveaux dans la sphère musicale ouest-africaine.
La danse cool-catché en elle-même parait simple. Il s'agit d'un mélange de mouvements du cou accompagnés par une présentation des pieds opposée à la logique imposée par les mouvements du cou. Ce concept a fait l'objet d'un reportage par France 24 en tant que musique estivale. Plus précisément, c’est le clip C’est magik qui a bénéficié de cela.
Le groupe est aussi connu pour un nouveau concept, le «Gweta», apparu en 2013 et dont la gestuelle a pour but d'« esquiver les jaloux ». Le Gwetta est une création collective entre Toofan et le groupe Tach Noir.
Le groupe a composé l'hymne des Coupes d'Afrique des nations de football 2012 et 2015.
Le groupe Toofan a été primé comme meilleur artiste pop africain et du meilleur groupe africain au All Africa Music Awards 2017, puis comme meilleur groupe africain et meilleur artiste francophone aux All Africa Music Awards 2018,.
Le groupe a signé avec Universal Music France en 2017.
Les Toofan exportent leur musique au-delà de l'Afrique de l'Ouest: dans les années 2010 ils ont donné des concerts en France, en Allemagne, États-Unis d'Amérique et en Belgique, entre autres.

## Discographie

### Singles
- Taxi Moto/Zemidjan (2007)
- Fifi (Parlé Pnparlé) (2008)
- Réseau (2008)
- Confirmation (2008)
- Attaquant (2009)
- Déloger (2009)
- Conso (2011)
- Cé Magik (2011)
- Africa Hoyee (2012)
- Grippe CC (feat. JB Mohab) (2012)
- Apéritif (2011)
- 1 truc de fou (2012)
- Garde la joie (2012)
- Come on man (2012)
- Sans Commentaire (2013)
- Follow my dance (feat. Tach Noir) (2013)
- Gweta (2013)
- La Même Histoire (2014)
- Breakfast (feat. 2 Saint) (2014)
- Apéro (feat. DJ Arafat) (2014)
- Orobo (2014)
- Overdose (2014)
- Dati the Wood (feat. Almok)
- Crazy People (feat. Kollins) (2015)
- Yoyoyo (2015)
- Eledji (2016)
- Téré Téré (2016)
- Ma Girl (feat. Patoranking) (2017)
- Money (2018)
- Affairage (2018)
- La vie là-bas (feat. Louane) (2018)
- Ambiance Congo
- Ziguidji (2018)[15]
- Gbessi Gbeko (2018)[16]
- Panenka (2019)[17]
- C'est gâté (feat. Lartiste (2019)[18]
- Yé Mama (feat. Fally Ipupa) (2020)
- Gbokirigbo (2021)
- Goumin Fracas (2021)
- Ona (2022)
- C'est pas normal (2023)
- Ziglipata (2024)[19]

## Distinctions

### Récompenses
- 2023:  Meilleur Artiste/Groupe de l’Afrique de l’Ouest aux jayli awards[20]